# فهرست بازماندگان هولوکاست
این لیست شامل بسیاری از بازماندگان هولوکاست که در طول سالهای ۱۹۳۳–۱۹۴۵ مشهور شده بودند. افرادی که نام آنها در اینجا ذکر شده‌است ساکن بخش‌هایی از اروپای تحت اشغال متحدین بودند و تا پایان جنگ جهانی دوم توانستند از اردوگاه‌های کار اجباری و گتوها جان سالم به در ببرند.

## بازیگران، هنرپیشه، و کارگردانان

### در قید حیات
| نام            | جنسیت | تولد (سن)           | کشور   |
| -------------- | ----- | ------------------- | ------ |
| رابرت کلاری    | م     | ۱ مارس ۱۹۲۶ (۹۹)    | فرانسه |
| بتینا لو کمال  | ز     | ۲۴ اکتبر ۱۹۳۲ (۹۲)  | بلژیک  |
| کارت لونز      | م     | ۱۷ نوامبر ۱۹۲۵ (۹۹) | آلمان  |
| برانکو لوستینگ | م     | ۱۰ ژوئن ۱۹۳۲ (۹۲)   | کرواسی |
| رومن پولانسکی  | م     | ۱۸ اوت ۱۹۳۳ (۹۱)    | لهستان |
| روت پوسنر      | ز     | ۳۰ آوریل ۱۹۳۳ (۹۱)  | لهستان |

### مرحوم
| نام               | جنسیت | تولد           | مرگ (سن)           | کشور     |
| ----------------- | ----- | -------------- | ------------------ | -------- |
| زیویا لابتکین     | م     | ۹ نوامبر ۱۹۱۴  | ۱۴ ژوئیه ۱۹۷۶ (۶۱) | لهستان   |
| پراودا هانا ماریا | م     | ۲۹ ژانویه ۱۹۱۶ | ۲۲ مه ۲۰۰۸ (۹۲)    | چکسلواکی |

## هنرمندان، نقاشان

### در قید حیات
| نام              | جنسیت | تولد (سن)             | کشور     |
| ---------------- | ----- | --------------------- | -------- |
| آرون، کالمن      | م     | ۱۴ سپتامبر ۱۹۲۴ (۱۰۰) | لیتوانی  |
| برمن، هلن        | ز     | ۶ آوریل ۱۹۳۶ (۸۸)     | هلند     |
| لوک کاهانا، آلیس | ز     | ۷ فوریه ۱۹۲9 (84)     | مجارستان |
| سلینگر، شلمو     | م     | ۳۱ مه ۱۹۲8 (85)       | فرانسه   |

### مرحوم
| نام               | جنسیت | تولد           | مرگ                 | کشور              |
| ----------------- | ----- | -------------- | ------------------- | ----------------- |
| بابیت، دینا       | ز     | ۲۱ ژانویه ۱۹۲۳ | ۲۹ ژوئیه ۲۰۰۹ (۸۶)  | چکسلواکی          |
| لیبلیچ، ایرنه     | ز     | ۲۰ آوریل ۱۹۲۳  | ۲۸ دسامبر ۲۰۰۸ (۸۶) | لهستان            |
| موزیک، زوران      | م     | ۱۲ فوریه ۱۹۰۹  | ۲۵ مه ۲۰۰۵ (۹۶)     | اسلوونی، یوگسلاوی |
| اولره، دیوید      | م     | ۱۹ ژانویه ۱۹۰۲ | ۲۱ اوت ۱۹۸۵ (۸۳)    | لهستان            |
| زاپونکسیوو، آلینا | ز     | ۱۶ مه ۱۹۲۵     | ۲ مارس ۱۹۷۳ (۴۷)    | لهستان            |
| تارکای,ایتزچاک    | م     | ۱۹۳۵           | ۳ ژوئن ۲۰۱۲ (۷۷)    | صربستان، یوگسلاوی |

## فعالان حقوق بشر

### در قید حیات
| نام             | جنسیت | تولد (سن)          | کشور     |
| --------------- | ----- | ------------------ | -------- |
| بورگنتال، توماس | م     | ۱۱ مه ۱۹۳۴ (۹۰)    | چکسلواکی |
| کلوگر، روت      | ز     | ۳۰ اکتبر ۱۹۳۱ (۹۳) | اتریش    |

### مرحوم
| نام               | جنسیت | تولد           | مرگ (سن)             | کشور     |
| ----------------- | ----- | -------------- | -------------------- | -------- |
| آران، لیدیا       | ز     | ۱۹۲۱           | ۵ مارس ۲۰۱۳ (۹۱–۹۲)  | لیتوانی  |
| بتل هیم، برونو    | م     | ۲۸ اوت ۱۹۰۳    | ۱۳ مارس ۱۹۹۰ (۸۶)    | اتریش    |
| فکنهیم، امیل      | م     | ۲۶ ژوئن ۱۹۱۶   | ۱۸ سپتامبر ۲۰۰۳ (۸۷) | آلمان    |
| فیورورکر، آنتوانت | ز     | ۲۴ نوامبر ۱۹۱۲ | ۱۰ فوریه ۲۰۰۳ (۹۰)   | بلژیک    |
| سندلر، ایرنا      | ز     | ۱۵ فوریه ۱۹۱۰  | ۱۲ مه ۲۰۰۸ (۹۸)      | لهستان   |
| زوندی، پیتر       | م     | ۲۷ مه ۱۹۲۹     | ۱۸ اکتبر ۱۹۷۱ (۴۲)   | مجارستان |
| وال، ژان          | م     | ۱۵ مه ۱۸۸۸     | ۱۹۷۴ (۸۶)            | فرانسه   |

## خاطره نویس

### در قید حیات
| نام                    | جنسیت | تولد (سن)            | کشور                        |
| ---------------------- | ----- | -------------------- | --------------------------- |
| اپل من-جرمن، آلیشیا    | ز     | ۹ مه ۱۹۳۰ (۹۴)       | لهستان                      |
| آورباخر، اینگه         | ز     | ۳۱ دسامبر ۱۹۳۴ (۹۰)  | آلمان                       |
| باراخ، ورنر            | م     | ۲۷ مه ۱۹۱۹ (۱۰۵)     | آلمان                       |
| بگلی، لوئیس            | م     | ۶ اکتبر ۱۹۳۳ (۹۱)    | اوکراین، اتحاد جماهیر شوروی |
| بردی، جورج             | م     | ۹ فوریه ۱۹۲۸ (۹۷)    | چکسلواکی                    |
| برت هولز، لئو          | م     | ۶ مارس ۱۹۲۱ (۱۰۴)    | اتریش                       |
| دیوید فابر             | م     | ۱۹۲۶ (۹۹)            | لهستان                      |
| رومن فریتسر            | م     | ۱۷ ژانویه ۱۹۲۸ (۹۷)  | لهستان                      |
| یوسف گولدمن            | م     | ۱۹۴۲ (۸۳)            | مجارستان                    |
| مارتین گری             | م     | ۲۷ آوریل ۱۹۲۲ (۱۰۲)  | لهستان                      |
| آرک هرش                | م     | ۱۹۲۸ (۹۷)            | لهستان                      |
| فانیا هلر              | ز     | ۱۹۲۴ (۱۰۱)           | اوکراین                     |
| ماجده هرزبرگ           | ز     | ۱۹۲۶ (۹۹)            | رومانی                      |
| یوجین هولاندر          | م     | ۱۹۱۴ (۱۱۱)           | مجارستان                    |
| سیمون جرچیم            | م     | ۲۵ دسامبر ۱۹۲۹ (۹۶)  | فرانسه                      |
| کرتز,ایمره             | M     | ۹ نوامبر ۱۹۲۹ (۹۵)   | مجارستان                    |
| کیک کوهن، سونجا        | ز     | ۲۱ نوامبر ۱۹۲۲ (۱۰۲) | هلند                        |
| کلن,جردا               | م     | ۸ مه ۱۹۲۴ (۱۰۰)      | لهستان                      |
| کلیما,ایوان            | م     | ۱۴ سپتامبر ۱۹۳۱ (۹۳) | چکسلواکی                    |
| لوبل، Anita Lobelآنیتا | ز     | ۲ ژوئن ۱۹۳۴ (۹۰)     | لهستان                      |
| مولر,فیلیپ             | م     | ۳ ژانویه ۱۹۲۲ (۱۰۳)  | چکسلواکی                    |
| اورنستن,هنری           | م     | ۱۹۲۲ (91 or ۹۲)      | لهستان                      |
| بوریس پاهور            | م     | ۲۸ اوت ۱۹۱۳ (۱۱۱)    | ایتالیا                     |
| رایش رانیسکی مارسل     | م     | ۲ ژوئن ۱۹۲۰ (۱۰۴)    | آلمان                       |
| ایروینگ راث            | م     | ۲ سپتامبر ۱۹۲۹ (۹۵)  | چکسلواکی                    |
| اوا اشلوس              | ز     | ۱۹۲۹ (۹۶)            | اتریش                       |
| Sobolewicz, Tadeusz    | م     | ۲۵ مارس ۱۹۲۳ (۱۰۱)   | لهستان                      |
| استنبوک فنیه           | ز     | ۱۹۱۹ (۱۰۶)           | Poland                      |
| الی ویزل               | م     | ۳۰ سپتامبر ۱۹۲۸ (۹۶) | رومانی                      |
| ماریام وینتر           | F     | ۲ ژوئن ۱۹۳۳ (۹۱)     | لهستان                      |
| ایرنه زیس بلات         | ز     | ۲۸ دسامبر ۱۹۲۹ (۸۳)  | مجارستان                    |
| اریک لیتز              | م     | ۱۶ نوامبر ۱۹۲۹ (۸۳)  | لهستان                      |